# ولفگنگ ریتزل
ولفگنگ ریتزل (انگلیسی: Wolfgang Reitzle؛ زادهٔ ۷ مارس ۱۹۴۹) کارآفرین، بازرگان و مدیر ارشد اجرایی آلمانی است، که اکنون به‌عنوان رئیس هیئت مدیره شرکت کونتیننتال آگ فعالیت می‌کند. وی از اعضای هیئت مدیره شرکت‌های دویچه تلکوم، لینده و فورد می‌باشد.